# Al-Ahli Saudi Football Club
El Al-Ahli Saudi Club de Fútbol (en árabe: النادي الأهلي السعودي‎, romanizado: an-nādī al-ʿahlī as-saʿūdī, lit. 'Club Nacional Saudita') es un club de fútbol de Arabia Saudita fundado en 1937 en la ciudad de Yeda. Ha ganado en cuatro ocasiones el campeonato nacional de liga en 1969, 1978, 1984 y 2016. En la temporada 2023-24 volvió a participar en la Liga Profesional Saudí, la primera categoría del fútbol saudí, tras una temporada de ausencia por descender de categoría por primera vez en su historia.

## Historia

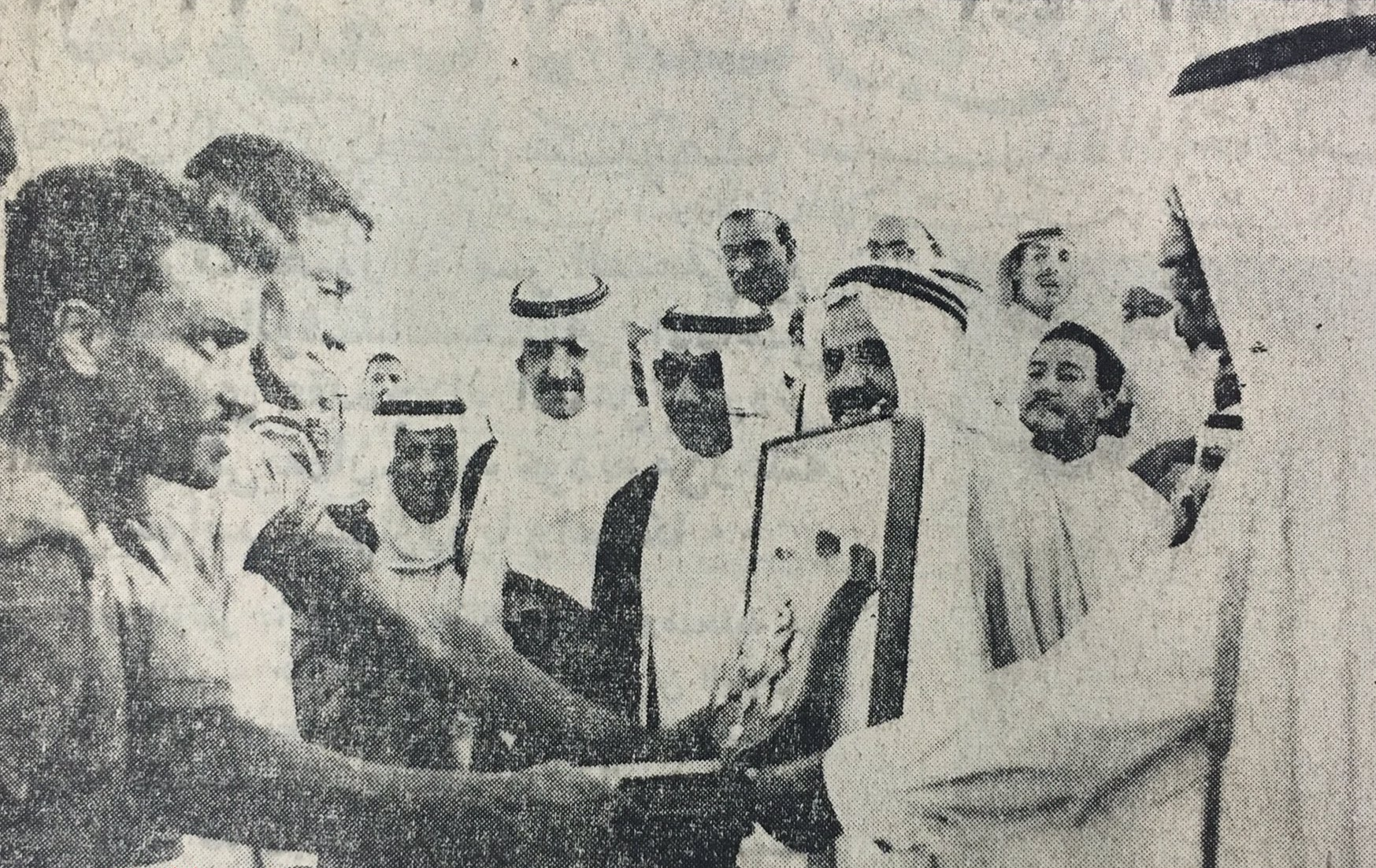
Al-Ahli logró el primer título de la Liga Saudí en 1968

Fundado en 1937 por cuatro jóvenes, el Al-Ahli Club está ubicado en el corazón de Yeda y sirve como un faro deportivo. Está estratégicamente ubicado en la calle más grande de la ciudad, Prince Mohammed bin Abdul Aziz Street. La idea de Al-Ahli fue concebida por estudiantes de la escuela Al-Falah. Al-Falah es la escuela más antigua de la ciudad de Yeda.
El príncipe Khalid bin Abdullah bin Abdul Aziz, presidente de los miembros honorarios y miembros honorarios del club a lo largo de su historia, se convirtió en gerente del club mientras estaba dirigido por Abdul Aziz Al Anqari. Este fue un día histórico en la historia de Al Ahli Saudi FC, especialmente para Al Ahlawy, los ultras de Al-Ahlis. Esto fue considerado un honor y sucedió poco después del logro único del entrenador en el mismo año, 2008. Logró cuatro campeonatos extranjeros con el equipo de balonmano que ganó el Campeonato Asiático de Balonmano de la Liga de Clubes.
El exentrenador brasileño, Telê Santana entrenó al Al-Ahli de 1983 a 1985 y ganó dos títulos, la Liga en 1984 y la Copa del Rey en 1983. Al-Ahli ha Jugó en dieciocho finales de la Copa del Rey. Han ganado trece de ellos y perdido cinco.
De 2014 a 2016, bajo la dirección del entrenador suizo Christian Gross, el equipo ganó cuatro títulos con él: Copa del Príncipe de la Corona Saudí 2014-15, Liga Profesional Saudita 2015-16 y la Copa del Rey 2016. Al-Ahli ha ganado todas las competiciones importantes en las que ha competido, con la excepción de la Liga de Campeones de la AFC (en esta competición ha perdido dos finales, en el Campeonato Asiático de Clubes 1985–86 y en la Liga de Campeones de la AFC 2012. También fueron el primer club saudí en jugar la final asiática. Al-Ahli es uno de los cuatro grandes clubes de Arabia Saudí junto con Al Hilal, Al Nassr, y sus rivales locales Al Ittihad.

### Escudo de Excelencia Deportiva y título de embajador de la patria
En 2009, el club celebró 75 años de logros históricos. El 3 de julio de 2009, el Custodio de las Dos Mezquitas Sagradas, el Rey Abdullah bin Abdul Aziz, recibió a los jefes y miembros de honor del club y su junta directiva, con motivo de que Al-Ahli ganara cuatro títulos internacionales en 2008. El club fue galardonado con el más alto honor; se le otorgó el escudo del Custodio de las Dos Sagradas Mezquitas por excelencia deportiva, y el título de "Embajador de la Patria".

## Participación en competiciones de la AFC

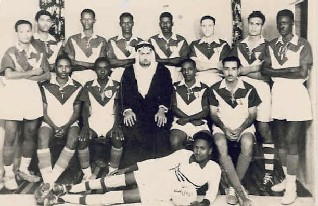
Equipo en 1950.

- Liga de Campeones de la AFC: 14 apariciones

2002-03 - Clasificatoria Oeste - Tercera ronda
2005 - Cuartos de final
2008 - Fase de grupos
2010 - Fase de grupos
2012 - Subcampeón
2013 - Cuartos de final
2015 - Octavos de final
2016 - Fase de grupos
2017 - Cuartos de final
2018 - Octavos de final
2019 - Octavos de final
2020 - Cuartos de final
2021 - Fase de grupos
2024-25 - Campeón
- Copa de Clubes de Asia: 1 aparición

1986 - Subcampeón
- Recopa de la AFC: 1 aparición

1999-2000 - Semifinales

## Estadísticas en competiciones internacionales

### Por competencia
| Torneo                      | TJ | PJ | PG | PE | PP | GF  | GC  | DG  | Puntos |
| --------------------------- | -- | -- | -- | -- | -- | --- | --- | --- | ------ |
| Liga de Campeones de la AFC | 14 | 95 | 42 | 25 | 28 | 144 | 117 | +27 | 151    |
| Recopa de la AFC            | 1  | 4  | 3  | 0  | 1  | 9   | 3   | +6  | 9      |
| Total                       | 15 | 99 | 45 | 25 | 29 | 153 | 120 | +33 | 160    |

## Entrenadores
- Mohammed Amen Hamley (1937–39), (1950–51)
- Abdullah Abdu Al-Majed (1961–65), (1969–71), (1976–77)
- Ahmed Saleh Al-Yafeey (1961–65), (1969–71), (1976–77)
- Mr. Michael (1966–69)
- Oscar Hold (1966–69)
- Taha Ismail (1971–76)
- Didi (1978–81)
- George Vieira (1980–81)
- Carlos the Jackal (1981–82)
- Telê Santana (1983–85)
- Mahmoud El-Gohary (1985)
- Sebastião Lazaroni (1989–90)
- Xanana (1990–91), (1998–99), (2000–01)
- Luiz Felipe Scolari (1992–93)
- Nabil Maaloul (1994)
- Peter Shtoob (1994)
- Ahmed Al-Saghir (1994–95)
- Marcio Maximo (1995)
- Luís Antônio Zaluar (1995–96)
- Cabralzinho (1998)
- Amen Dabu (1999–00)
- Miguel Ángel López (2000)
- Lucca Van de Beek (2002–05)
- Pierre Lechantre (?-septiembre de 2003)[1]
- Valmir Louruz (octubre de 2003-?)[2]
- Yousef Anbar (2006), (2008)
- Nebojsa Vučković (?-mayo de 2007)[3]
- Theo Bücker (mayo de 2007-octubre de 2007)[3][4]
- Gustavo Alfaro (junio de 2009-?)[5]
- Eilian (2009)
- Trond Sollied (julio de 2010-agosto de 2010)[6][7]
- Dimitri Davidovic (2010)
- Pierre Lechantre (2011)
- Nebojsa Vučković (2012)
- Leandro Mendel (2012)
- Vítor Pereira (junio de 2013-mayo de 2014)[8][9]
- Stoycho Mladenov (2013–14)
- Milovan Rajevac (2015–16)
- Faryd Dietz (2017)
- Karel Jarolím (2018)
- Pablo Guede (2018–2019)[10][11]
- Branko Ivankociv (2019)
- Saleh Al-Mohammadi (2019)
- Christian Gross (2019-2020)[12]
- Vladan Milojević (2020-2021)
- Laurențiu Reghecampf (2021)
- Besnik Hasi (2021-2022)
- Robert Siboldi (2022)
- Yousef Anbar (2022)
- Pitso Mosimane (2022-2023)
- Matthias Jaissle (2023-Act.)

## Presidentes
| N.º | Nombre                                             | Desde | Hasta |
| --- | -------------------------------------------------- | ----- | ----- |
| 1   | Hassan Hamood Al-Shams                             | 1937  | 1940  |
| 2   | Omar Hamood Al-Shams                               | 1950  | 1952  |
| 3   | Hassan Saroor Al-Sabyan                            | 1952  | 1954  |
| 4   | Abdullah Bahery                                    | 1955  | 1955  |
| 5   | Omar Hamood Al-Shams                               | 1956  | 1956  |
| 6   | Ali Al-Jassem Al-Na'kly                            | 1957  | 1957  |
| 7   | Mohammed Fashlan                                   | 1958  | 1958  |
| 8   | Abdulrahman ben Saead                              | 1959  | 1960  |
| 9   | Jameel Al-Gosani                                   | 1961  | 1961  |
| 10  | Abdulfatah Abdulrabho                              | 1962  | 1962  |
| 11  | Abdullah Al-Bahry                                  | 1963  | 1963  |
| 12  | Abdulfatah Abdulrabho                              | 1964  | 1964  |
| 13  | Omar Yousef                                        | 1965  | 1969  |
| 14  | Mohammed ben Saleh Hamed                           | 1970  | 1972  |
| 15  | Abdullah ben Al-Ganb                               | 1973  | 1974  |
| 16  | Abdulmageed Yousef                                 | 1975  | 1975  |
| 17  | Príncipe Khaled bin Abdullah                       | 1976  | 1980  |
| 18  | Príncipe Abdullah Ben Al-Faisal                    | 1981  | 1981  |
| 19  | Príncipe Mohammed Al-Abdullah Faisal               | 1982  | 1984  |
| 20  | Dr. Abdulraziq Abu Dawood                          | 1985  | 1986  |
| 21  | Ahmed Eid Al-Harbi                                 | 1987  | 1987  |
| 22  | Príncipe Khaled bin Abdullah                       | 1988  | 1994  |
| 23  | Príncipe Abdullah Ben Al-Faisal                    | 1994  | 1995  |
| 24  | Príncipe Bader ben Fahd                            | 1995  | 1996  |
| 25  | Coronel Zaki Raheme                                | 1996  | 1997  |
| 26  | Abdulaziz Abdulha'a                                | 1997  | 1998  |
| 27  | Doctor/Príncipe Salman Al-Sudairy                  | 1998  | 1998  |
| 28  | Príncipe Nawaf ben Abdulaziz ben Turkey            | 1999  | 2003  |
| 29  | Ahmed Moahmmed Marzoqi                             | 2004  | 2005  |
| 30  | Dr. Abdulraziq Abu Dawood                          | 2005  | 2005  |
| 31  | Dr. Aymin Fadel                                    | 2005  | 2007  |
| 32  | Dr. Abdulraziq Abu Dawood                          | 2007  | 2007  |
| 33  | Ahmed Moahmmed Marzoqi                             | 2007  | 2008  |
| 34  | Abdulaziz Mohammed Al-A'aqary                      | 2008  | 2009  |
| 35  | Príncipe Fahd ben Khaled ben Abdullah ben Mohammed | 2009  | 2015  |
| 36  | Musad Al Zuwaihary                                 | 2015  | 2016  |
| 37  | Ahmad Al-Marzouqi                                  | 2016  | 2017  |
| 38  | Principe Fahd ben Khaled ben Abdullah ben Mohammed | 2017  | 2017  |
| 39  | Turki ben Mohammed                                 | 2017  | 2018  |
| 40  | Majed Al-Nefaie                                    | 2018  | 2018  |
| 41  | Abdullah Batterjee                                 | 2019  | 2019  |
| 42  | Ahmed Al-Sayegh                                    | 2019  | 2020  |
| 43  | Abdulelah Mouminah                                 | 2020  | 2021  |
| 44  | Majed Al-Nefaie                                    | 2021  | 2022  |
| 45  | Waleed Muath                                       | 2022  | 2023  |
| 46  | Khalid Al-Ghamdi                                   | 2023  |       |

## Palmarés
Torneos Nacionales (27)
Nota: En negrilla las competiciones vigentes.
| Competición nacional             | Títulos                                                                                | Subcampeonatos                                        |
| -------------------------------- | -------------------------------------------------------------------------------------- | ----------------------------------------------------- |
| Primera División de Arabia (4/9) | 1969, 1978, 1984, 2016.                                                                | 1990, 1996, 1999, 2000, 2003, 2012, 2015, 2017, 2018. |
| Copa del Rey (13/5)              | 1962, 1965, 1969, 1970, 1971, 1973, 1977, 1978, 1979, 1983, 2011, 2012, 2016. (Récord) | 1974, 1976, 1984, 2014, 2017.                         |
| Supercopa de Arabia (1/0)        | 2016.                                                                                  |                                                       |
| Copa del Príncipe (6/7)          | 1957, 1970, 1998, 2002, 2012, 2015.                                                    | 1958, 1974, 2003, 2004, 2006, 2010, 2016.             |
| Copa Federación Saudí (3/6)      | 2001, 2002, 2007.                                                                      | 1976, 1989, 1991, 1997, 2003, 2006.                   |
|                                  |                                                                                        |                                                       |
| Segunda División de Arabia (1/0) | 2023.                                                                                  |                                                       |

Torneos Internacionales AFC (1)
Nota: En negrilla las competiciones vigentes.
| Competición internacional         | Títulos  | Subcampeonatos |
| --------------------------------- | -------- | -------------- |
| Liga de Campeones de la AFC (1/2) | 2024-25. | 1986, 2012.    |

Torneos Internacionales UAFA (4)
Nota: En negrilla las competiciones vigentes.
| Competición internacional                | Títulos           | Subcampeonatos |
| ---------------------------------------- | ----------------- | -------------- |
| Campeonato de Clubes Árabes (1/0)        | 2002.             |                |
| Copa de Clubes Campeones del Golfo (3/0) | 1985, 2002, 2008. |                |